# Brissago
Brissago é uma comuna da Suíça, no Cantão Tessino, com cerca de 1.981 habitantes. Estende-se por uma área de 17,74 km², de densidade populacional de 112 hab/km². Confina com as seguintes comunas: Ascona, Cannobio (IT-VB), Cavaglio-Spoccia (IT-VB), Caviano, Gerra, Intragna, Palagnedra, Pino sulla Sponda del Lago Maggiore (IT-VA), Ronco sopra Ascona, San Nazzaro, Sant'Abbondio e Tronzano Lago Maggiore (IT-VA).
A língua oficial nesta comuna é o Italiano.